# Grand Prix automobile de Nice 1935

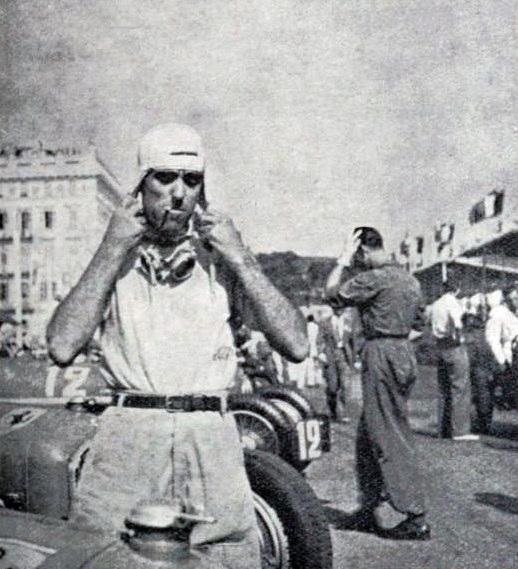
Tazio Nuvolari avant le départ.

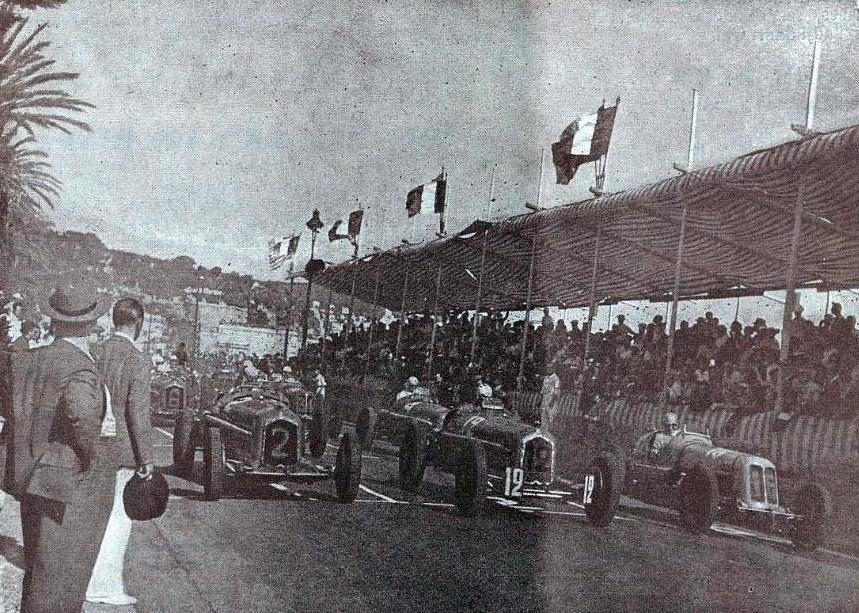
Départ du Grand Prix.

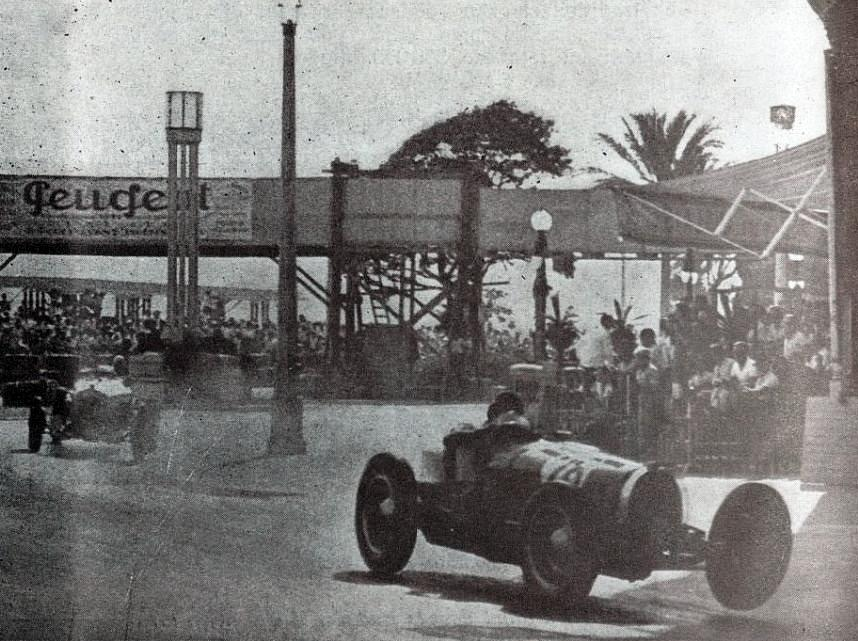
Le Grand Prix au virage du Ruhl.

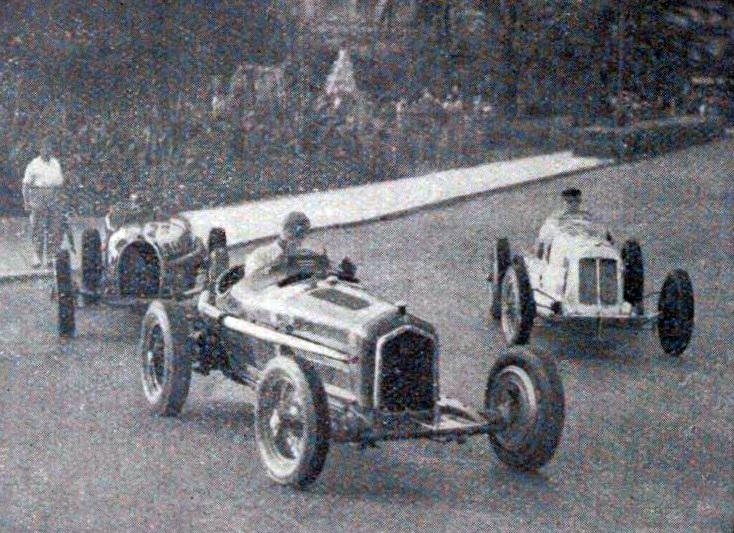
Le Grand Prix au virage des Phocéens (G. à D. Chiron, Martin, et Lehoux).

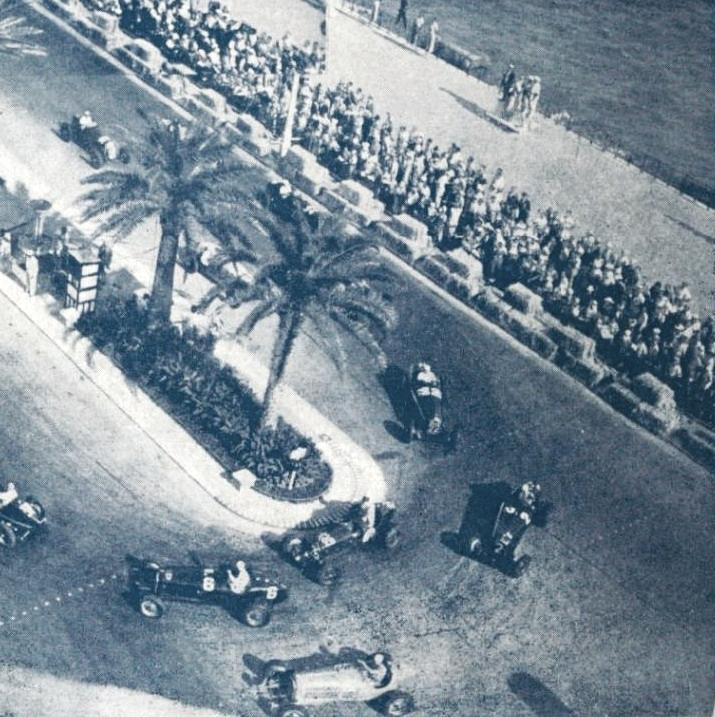
Le Grand Prix sur le littoral, au virage de Gambetta.

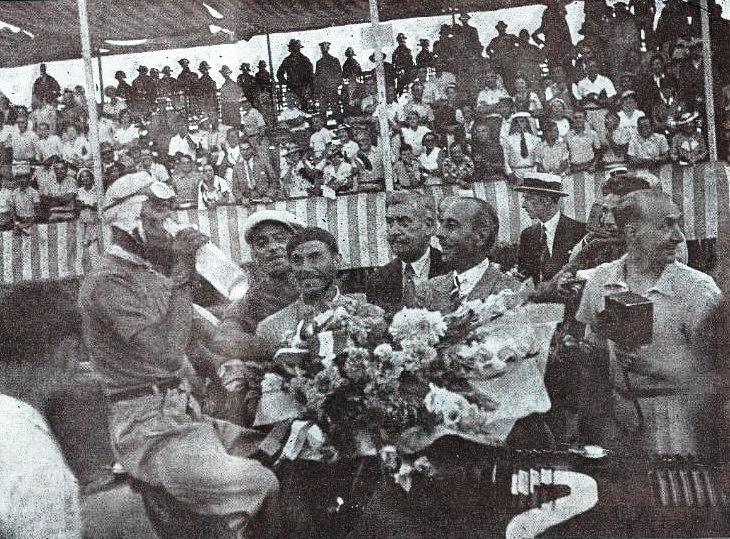
Tazio Nuvolari vainqueur.

Le Grand Prix automobile de Nice 1935 est un Grand Prix qui s'est tenu sur le circuit urbain de Nice le 18 août 1935.
Ce Grand Prix était organisé par l'Automobile Club de Nice.

## Grille de départ
| 1re ligne | Pos. 3                               |                                | Pos. 2                                 |                                  | Pos. 1                           |
|           | Lehoux Maserati 1 min 46 s           |                                | Sommer Alfa Romeo 1 min 46 s           |                                  | Nuvolari Alfa Romeo 1 min 43 s 3 |
| 2e ligne  |                                      | Pos. 5                         |                                        | Pos. 4                           |                                  |
|           |                                      | Chiron Alfa Romeo 1 min 47 s 2 |                                        | Farina Maserati 1 min 47 s 1     |                                  |
| 3e ligne  | Pos. 8                               |                                | Pos. 7                                 |                                  | Pos. 6                           |
|           | Étancelin Maserati 1 min 48 s 2      |                                | Zehender Maserati 1 min 48 s 2         |                                  | Dreyfus Alfa Romeo 1 min 48 s 2  |
| 4e ligne  |                                      | Pos. 10                        |                                        | Pos. 9                           |                                  |
|           |                                      | « Raph » Alfa Romeo 1 min 49 s |                                        | Barbieri Alfa Romeo 1 min 48 s 3 |                                  |
| 5e ligne  | Pos. 13                              |                                | Pos. 12                                |                                  | Pos. 11                          |
|           | Shuttleworth Alfa Romeo 1 min 50 s 8 |                                | ?                                      |                                  | ?                                |
| 6e ligne  |                                      | Pos. 15                        |                                        | Pos. 14                          |                                  |
|           |                                      | Martin Bugatti 1 min 52 s      |                                        | ?                                |                                  |
| 7e ligne  | Pos. 18                              |                                | Pos. 17                                |                                  | Pos. 16                          |
|           | ?                                    |                                | De Villapadierna Maserati 1 min 53 s 3 |                                  | ?                                |

## Classement de la course
| Pos. | no | Pilote                               | Écurie                     | Châssis            | Tours | Temps/Abandon      | Grille |
| ---- | -- | ------------------------------------ | -------------------------- | ------------------ | ----- | ------------------ | ------ |
| 1    | 2  | Tazio Nuvolari                       | Scuderia Ferrari           | Alfa Romeo Tipo B  | 100   | 3 h 4 min 59 s 7   | 1      |
| 2    | 4  | Louis Chiron                         | Scuderia Ferrari           | Alfa Romeo Tipo B  | 100   | + 8 s 2            | 5      |
| 3    | 6  | René Dreyfus                         | Scuderia Ferrari           | Alfa Romeo Tipo B  | 100   | + 11 s 9           | 6      |
| 4    | 12 | Raymond Sommer                       | Privé                      | Alfa Romeo Tipo B  | 96    | + 3 tours          | 2      |
| 5    | 30 | Albert Chambost                      | Écurie Giroud              | Maserati 8CM       | 94    | + 6 tours          | ?      |
| 6    | 18 | Luigi Soffietti                      | Privé                      | Maserati 8CM       | 93    | + 7 tours          | ?      |
| Abd. | 26 | Richard Shuttleworth                 | Privé                      | Alfa Romeo Tipo B  | 89    | Radiateur          | 13     |
| Abd. | 32 | Philippe Étancelin Goffredo Zehender | Scuderia Subalpina         | Maserati 6C-34     | 72    | Système électrique | 7      |
| Abd. | 38 | Hans Rüesch                          | Privé                      | Alfa Romeo Tipo B  | 40    | Feu                | ?      |
| Abd. | 24 | José María de Villapadierna          | Scuderia Villapadierna     | Maserati 8CM       | 31    | Accident           | 17     |
| Abd. | 28 | Charlie Martin                       | Privé                      | Bugatti Type 59    | 29    | Embrayage          | 15     |
| Abd. | 20 | Robert Brunet                        | Écurie Braillard           | Maserati 8CM       | 26    | Allumage           | ?      |
| Abd. | 22 | Ferdinando Barbieri                  | Scuderia Villapadierna     | Alfa Romeo 8C 2300 | 24    | Mécanique          | 9      |
| Abd. | 34 | Goffredo Zehender                    | Scuderia Subalpina         | Maserati 6C-34     | 20    | Allumage           | 8      |
| Abd. | 10 | Brian Lewis                          | Privé                      | Maserati 8C        | 16    | Mécanique          | ?      |
| Abd. | 16 | Marcel Lehoux                        | Scuderia Villapadierna     | Maserati 8CM       | 14    | Freins             | 3      |
| Abd. | 14 | Giuseppe Farina                      | Privé                      | Maserati 6C-34     | 11    | Mécanique          | 4      |
| Abd. | 36 | « Raph »                             | Privé                      | Alfa Romeo Tipo B  | 3     | Accident           | 10     |
| Np.  | 8  | Jean-Pierre Wimille                  | Automobiles Ettore Bugatti | Bugatti Type 59    |       |                    |        |

- Légende: Abd.=Abandon - Np.=Non partant.

## Pole position et record du tour
- Pole position :  Tazio Nuvolari (Alfa Romeo) en 1 min 43 s 3.
- Meilleur tour en course :  Louis Chiron (Alfa Romeo) en 1 min 45 s 1.